# آواتار (اینترنت)

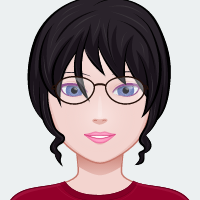
یک آواتار

چهرک یا آواتار، از زبان سانسکریت گرفته شده است.  آنجا अवतार (آواتارا) به معنای "نزول" است که به نزول یک خدا به کره زمین اشاره دارد. آواتار ها تصاویری هستند که کاربران در اینترنت و به خصوص در تالار گفتگو برای پروفایل خود استفاده می‌کنند. کاربران عموما از آواتار خود در شبکه های اجتماعی، بازی های کامپیوتری و فضای مجازی استفاده می کنند. این تصویر جایگزین تصویر واقعی فرد می باشد و افراد در صورتی از آن استفاده می کنند که تمایلی به انتشار تصویر واقعی خود نداشته باشند.